# Acid vaccenic
Acidul vaccenic sau acidul (11E)-octadec-11-enoic este un acid gras trans omega-7 natural cu notația 18:1 trans-11 și formula CH3(CH2)5CH=CH(CH2)9COOH. Este acidul gras trans predominant din laptele uman, din grăsimea rumegătoarelor și din produsele lactate, precum lapte, unt și iaurt. Numele său derivă de la denumirea din limba latină vacca (vacă).